# Llista d'espècies d'oquiroceràtids
Llista d'espècies de oquiroceràtids, una família d'aranyes araneomorfes. Conté la informació recollida fins al 21 de desembre de 2003 i hi ha citats 13 gèneres i 146 espècies. Habiten en els boscos tropicals d'Amèrica, Àfrica i Àsia, especialment en la regió Indo-Pacífica.

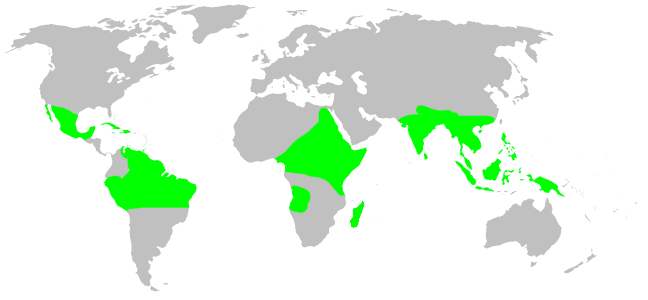
Distribució dels oquiroceràtids

## Gèneres i espècies

### Althepus
Althepus Thorell, 1898
- Althepus bako Deeleman-Reinhold, 1995 (Borneo)
- Althepus biltoni Deeleman-Reinhold, 1995 (Sulawesi)
- Althepus complicatus Deeleman-Reinhold, 1995 (Sumatra)
- Althepus dekkingae Deeleman-Reinhold, 1995 (Java)
- Althepus incognitus Brignoli, 1973 (Índia)
- Althepus indistinctus Deeleman-Reinhold, 1995 (Borneo)
- Althepus javanensis Deeleman-Reinhold, 1995 (Java)
- Althepus lehi Deeleman-Reinhold, 1985 (Borneo)
- Althepus leucosternus Deeleman-Reinhold, 1995 (Tailàndia)
- Althepus minimus Deeleman-Reinhold, 1995 (Sumatra)
- Althepus noonadanae Brignoli, 1973 (Filipines)
- Althepus pictus Thorell, 1898 (Myanmar)
- Althepus pum Deeleman-Reinhold, 1995 (Tailàndia)
- Althepus stonei Deeleman-Reinhold, 1995 (Tailàndia)
- Althepus suhartoi Deeleman-Reinhold, 1985 (Sumatra)
- Althepus tibiatus Deeleman-Reinhold, 1985 (Tailàndia)

### Dundocera
Dundocera MaTxado, 1951
- Dundocera angolana (MaTxado, 1951) (Angola)
- Dundocera fagei MaTxado, 1951 (Angola)
- Dundocera gabelensis (MaTxado, 1951) (Angola)

### Euso
Euso Saaristo, 2001
- Euso muehlenbergi (Saaristo, 1998) (Seychelles)

### Fageicera
Fageicera Dumitrescu & Georgescu, 1992
- Fageicera cubana Dumitrescu & Georgescu, 1992 (Cuba)
- Fageicera loma Dumitrescu & Georgescu, 1992 (Cuba)
- Fageicera nasuta Dumitrescu & Georgescu, 1992 (Cuba)

### Leclercera
Leclercera Deeleman-Reinhold, 1995
- Leclercera khaoyai Deeleman-Reinhold, 1995 (Tailàndia)
- Leclercera longiventris Deeleman-Reinhold, 1995 (Tailàndia)
- Leclercera maTxadoi (Brignoli, 1973) (Nepal)
- Leclercera negros Deeleman-Reinhold, 1995 (Filipines)
- Leclercera ocellata Deeleman-Reinhold, 1995 (Borneo)
- Leclercera spinata Deeleman-Reinhold, 1995 (Sulawesi)

### Lundacera
Lundacera MaTxado, 1951
- Lundacera tchikapensis MaTxado, 1951 (Angola)

### Merizocera
Merizocera Fage, 1912
- Merizocera brincki Brignoli, 1975 (Sri Lanka)
- Merizocera crinita (Fage, 1929) (Malàisia)
- Merizocera cruciata (Simon, 1893) (Sri Lanka)
- Merizocera mus Deeleman-Reinhold, 1995 (Tailàndia)
- Merizocera oryzae Brignoli, 1975 (Sri Lanka)
- Merizocera picturata (Simon, 1893) (Sri Lanka)
- Merizocera pygmaea Deeleman-Reinhold, 1995 (Tailàndia)
- Merizocera stellata (Simon, 1905) (Java)

### Ochyrocera
Ochyrocera Simon, 1891
- Ochyrocera arietina Simon, 1891 (Cuba, Saint Vincent)
- Ochyrocera bicolor González-Sponga, 2001 (Veneçuela)
- Ochyrocera caeruleoamethystina Lopez & Lopez, 1997 (Guaiana Francesa)
- Ochyrocera coerulea (Keyserling, 1891) (Brasil)
- Ochyrocera coffeeicola González-Sponga, 2001 (Veneçuela)
- Ochyrocera cornuta Mello-Leitão, 1944 (Brasil)
- Ochyrocera corozalensis González-Sponga, 2001 (Veneçuela)
- Ochyrocera fagei Brignoli, 1974 (Mèxic)
- Ochyrocera formosa Gertsch, 1973 (Guatemala)
- Ochyrocera hamadryas Brignoli, 1978 (Brasil)
- Ochyrocera janthinipes Simon, 1893 (Veneçuela)
- Ochyrocera minima González-Sponga, 2001 (Veneçuela)
- Ochyrocera oblita Fage, 1912 (Veneçuela)
- Ochyrocera Perúana Ribera, 1978 (Perú)
- Ochyrocera quinquevittata Simon, 1891 (Saint Vincent)
- Ochyrocera ransfordi (Marples, 1955) (Samoa)
- Ochyrocera simoni O. P.-Cambridge, 1894 (Mèxic)
- Ochyrocera subparamera González-Sponga, 2001 (Veneçuela)
- Ochyrocera thibaudi Emerit & Lopez, 1985 (Antilles Petites)
- Ochyrocera vesiculifera Simon, 1893 (Veneçuela)
- Ochyrocera viridissima Brignoli, 1974 (Brasil)

### Ouette
Ouette Saaristo, 1998
- Ouette ouette Saaristo, 1998 (Seychelles)

### Psiloderces
Psiloderces Simon, 1892
- Psiloderces albostictus Deeleman-Reinhold, 1995 (Tailàndia)
- Psiloderces althepoides Deeleman-Reinhold, 1995 (Borneo)
- Psiloderces coronatus Deeleman-Reinhold, 1995 (Java)
- Psiloderces djojosudharmoi Deeleman-Reinhold, 1995 (Sumatra)
- Psiloderces egeria Simon, 1892 (Filipines)
- Psiloderces elasticus (Brignoli, 1975) (Sri Lanka)
- Psiloderces enigmatus Deeleman-Reinhold, 1995 (Borneo)
- Psiloderces fredstonei Deeleman-Reinhold, 1995 (Tailàndia)
- Psiloderces howarthi Deeleman-Reinhold, 1995 (Tailàndia)
- Psiloderces kalimantan Deeleman-Reinhold, 1995 (Borneo)
- Psiloderces leclerci Deeleman-Reinhold, 1995 (Sulawesi)
- Psiloderces leucopygius Deeleman-Reinhold, 1995 (Sumatra)
- Psiloderces ligula Baert, 1988 (Sulawesi)
- Psiloderces limosa Deeleman-Reinhold, 1995 (Sumatra)
- Psiloderces longipalpis Baert, 1988 (Sulawesi)
- Psiloderces mulcatus (Brignoli, 1973) (Nepal)
- Psiloderces nasicornis Baert, 1988 (Sulawesi)
- Psiloderces penaeorum Deeleman-Reinhold, 1995 (Tailàndia)
- Psiloderces pulcher Deeleman-Reinhold, 1995 (Borneo)
- Psiloderces rimbu Deeleman-Reinhold, 1995 (Sumatra)
- Psiloderces septentrionalis Deeleman-Reinhold, 1995 (Tailàndia)
- Psiloderces suthepensis Deeleman-Reinhold, 1995 (Tailàndia)
- Psiloderces tesselatus Deeleman-Reinhold, 1995 (Java)
- Psiloderces torajanus Deeleman-Reinhold, 1995 (Sulawesi)
- Psiloderces vallicola Deeleman-Reinhold, 1995 (Sumatra)
- Psiloderces vulgaris Deeleman-Reinhold, 1995 (Tailàndia)

### Roche
Roche Saaristo, 1998
- Roche roche Saaristo, 1998 (Seychelles)

### Speocera
Speocera Berland, 1914
- Speocera amazonica Brignoli, 1978 (Brasil)
- Speocera apo Deeleman-Reinhold, 1995 (Filipines)
- Speocera bambusicola Brignoli, 1980 (Kenya)
- Speocera berlandi (MaTxado, 1951) (Angola)
- Speocera bismarcki (Brignoli, 1976) (Illes Bismarck)
- Speocera bosmansi Baert, 1988 (Sulawesi)
- Speocera bovenlanden Deeleman-Reinhold, 1995 (Sumatra)
- Speocera caeca Deeleman-Reinhold, 1995 (Sulawesi)
- Speocera capra Deeleman-Reinhold, 1995 (Tailàndia)
- Speocera crassibulba Deeleman-Reinhold, 1995 (Java)
- Speocera dayakorum Deeleman-Reinhold, 1995 (Borneo)
- Speocera debundschaensis Baert, 1985 (Camerun)
- Speocera decui Dumitrescu & Georgescu, 1992 (Cuba)
- Speocera deharvengi Deeleman-Reinhold, 1995 (Tailàndia)
- Speocera eleonorae Baptista, 2003 (Brasil)
- Speocera fagei (Berland, 1914) (Kenya)
- Speocera feminina (MaTxado, 1951) (Angola)
- Speocera indulgens Deeleman-Reinhold, 1995 (Sulawesi)
- Speocera irritans Brignoli, 1978 (Brasil)
- Speocera javana (Simon, 1905) (Java)
- Speocera jucunda Brignoli, 1979 (Brasil)
- Speocera karkari (Baert, 1980) (Filipines, Sulawesi, Nova Guinea)
- Speocera krikkeni Brignoli, 1977 (Sumatra)
- Speocera jacquemarti Baert & Maelfait, 1986 (Illes Galápagos)
- Speocera laureata Komatsu, 1974 (Illes Ryukyu)
- Speocera leclerci Deeleman-Reinhold, 1995 (Tailàndia)
- Speocera maTxadoi Gertsch, 1977 (Mèxic)
- Speocera microphthalma (Simon, 1892) (Filipines)
- Speocera minuta (Marples, 1955) (Samoa, Tokelau, Niue)
- Speocera molesta Brignoli, 1978 (Brasil)
- Speocera naumachiae Brignoli, 1980 (Tailàndia)
- Speocera pallida Berland, 1914 (Àfrica Oriental)
- Speocera papuana (Baert, 1980) (Nova Guinea)
- Speocera parva Deeleman-Reinhold, 1995 (Borneo)
- Speocera phangngaensis Deeleman-Reinhold, 1995 (Tailàndia)
- Speocera pongo Deeleman-Reinhold, 1995 (Borneo)
- Speocera ranongensis Deeleman-Reinhold, 1995 (Tailàndia)
- Speocera stellafera Deeleman-Reinhold, 1995 (Tailàndia, Malàisia)
- Speocera suratthaniensis Deeleman-Reinhold, 1995 (Tailàndia)
- Speocera taprobanica Brignoli, 1981 (Sri Lanka)
- Speocera transleuser Deeleman-Reinhold, 1995 (Sumatra)
- Speocera troglobia Deeleman-Reinhold, 1995 (Tailàndia)
- Speocera vilhenai MaTxado, 1951 (Angola)

### Theotima
Theotima Simon, 1893
- Theotima elva Gertsch, 1977 (Mèxic)
- Theotima fallax Fage, 1912 (Cuba, Saint Vincent, Veneçuela)
- Theotima galapagosensis Baert & Maelfait, 1986 (Illes Galápagos)
- Theotima jeanneli MaTxado, 1951 (Angola)
- Theotima kivuensis MaTxado, 1964 (Congo)
- Theotima lawrencei MaTxado, 1964 (Congo)
- Theotima makua Gertsch, 1973 (Hawaii)
- Theotima martha Gertsch, 1977 (Mèxic)
- Theotima mbamensis Baert, 1985 (Camerun)
- Theotima minutissima (Petrunkevitch, 1929) (Amèrica tropical, Àsia, i Illes del Pacífic)
- Theotima mirabilis MaTxado, 1951 (Angola)
- Theotima moxicensis MaTxado, 1951 (Angola)
- Theotima pura Gertsch, 1973 (Mèxic)
- Theotima radiata (Simon, 1891) (Cuba, Puerto Rico, Veneçuela)
- Theotima ruina Gertsch, 1977 (Mèxic)
- Theotima tchabalensis Baert, 1985 (Camerun)